# 池州日报
《池州日報》（前称池州报，曾名貴池報）是一份创刊于1969年，是中国共产党池州市委员会的机关报，也是覆盖全市范围的综合性黨報。

## 历史

### 早期报刊事业
约在民国25年（1936年）5月，池州城内就有名为《池州日报》的报刊，为四开四版日报，现安徽省博物馆藏有第472-473期报纸。民国33年（1944年），《贵池日报》创刊，系中国国民党安徽省贵池县党部刊物。当时为每周三、六发行一次，8开石印，35年（1946年）改为日刊，1947年因经费不足停办。该报主要刊登当地新闻及转载中央社新闻。
今日之《池州日报》的前身是1956年10月1日发行的中共贵池县委机关报《贵池日报》，是由1954年6月开办的《生产小报》改版而成，为8开2版，为安徽省第一家县党委机关报。报头为舒同题字。1957年3月，改为当地邮局出版，仅刊登贵池县当地新闻和少量文艺作品。1960年更名为《贵池报》，每周发行两次，为4开4版铅印，约在1960年底至1961年2月15日之间停办，共发行869期。

### 《池州报》《池州通讯》（1969–1980）
1969年1月1日，《池州报》创刊，为安徽省池州专区革命委员会的机关报，也是中华人民共和国时期池州第一份地市级报纸。第一、四版主要报道转载自新华社的国内外重大新闻；二、三版报道当地时政新闻（主要以贵池为主）。1972年3月15日，同安徽省其他地市的报纸一起停刊，终刊号为904号，但该年6月改版为《池州通讯》，直到1980年1月池州地区撤销为止。《池州通讯》以当地新闻和理论文章为主，赠阅，1973年印数约2千份。编辑部下设农村、政文、综合、出版4个业务组。
《池州报》是4开4版报纸，最初仅每周二、周六发行，1969年2月1日开始改为日报（周日无报）。《池州通讯》最初是16开24面半月刊杂志，1975年1月改为每月5、10、15、20、25、30日发行的4开4版报纸。

### 《贵池报》（1981–1990）
直到1980年2月20日，《池州通讯》共发行532期。当日，该报纸停刊。1980年3月1日，池州地区撤销，贵池县改属安庆地区，3月15日，经中共安徽省委宣传部批准，原《池州通讯》报社及印刷厂移交给安庆地区贵池县革命委员会，停止营业。此时中共中央宣传部召开了全国县市报工作座谈会，部署有条件的县市创办或恢复县市报。于是中共安徽省委要求贵池县、宣城县、滁县、宿县四县试办县报。
1980年夏，中共安庆地委宣传部决定创办一家县级报业公司。1980年9月25日，中共贵池县委常务委员会做出恢复其机关报《贵池报》的决定，后经中华人民共和国国家新闻出版总署批准，11月1日试发行。当时为四开四版小报，每周一刊（周一刊，1982年改为周二刊），首任编辑为丁育民。 办报经费为县财政拨款，为报社下属二级机构。仍设在池州镇长江南路35号原池州报社所在地。1981年1月1日正式由安庆地区池州邮电局向安徽全省发行，国内统一刊号为CN34-0018。当时该报几乎没有任何广告，为改善报社经济条件，1981年年中，报社开办图片社，在报章上刊登广告。 1982年6月30日至1990年12月31日，每周两刊。报头题字为原《贵池报》总编辑、安徽望江人江文平。
1982年6月至1990年12月，该报版面内容安排如下：
- 一版，刊登当地和国内外重要新闻；
- 二版，当地经济和新闻报道，其中经济版设有“贵池市场”、“专业户之友”、“生财之道”等专题栏目；
- 三版，科技为主，设有“信息社会”、“科技珍闻”、“当代青年”、“勇于创新的开拓者”等栏目；
- 四版，文艺副刊和摘录《安徽日报》、《人民日报》重要内容，其中文艺部分有以“杏花村”命名的副刊，有以“齐山”命名的当地文化生活栏目。

1987年全年，贵池报共发行6652份。
1988年8月17日，经中华人民共和国国务院批准，池州地区恢复建制、贵池撤县建市，《贵池报》成为中共贵池市委机关报，改为池州地区邮电局发行。但中共池州地委才组建不久，尚没有自己的机关报，所以自1988年11月15日开始，《贵池报》开始报道池州地区各县市时政新闻。至1988年底，《贵池报》编辑部有工作人员21人，其中记者7人，编辑6 人，摄影记者1人，图片社2人，管理人员2人，领导3人。1988年10月1日，报头题字改回舒同体。当年底，1988年，《贵池报》共发行5099份。
1990年9月19日，中共池州地委、池州地区行政公署做出决定，将《贵池报》及其印刷厂上划给池州地区管理，更名为《池州报》，国内发行刊号不变。1990年底，《贵池报》发行量达到9800份。

### 《池州报》（1991–1997）
1991年1月1日，经中华人民共和国国家新闻出版总署批准，《池州报》正式向全省出版发行。从此，池州成为安徽省除巢湖地区以外最后一个拥有地市级党委机关报的地区。刊号不变，报头采用毛体“池州报”三字。因复刊后《池州报》刊号是沿用停刊的县报《贵池报》刊号，故《池州报》刊号紧接《贵池报》终刊号。时任中共池州地委书记雷澍生和地委宣传部长姜宗良在开刊训词中写着，《池州报》要“真正成为地委的喉舌”。该报4开4版，周三刊，周二、周四、周六发行（1995年1月1日改为周四刊）。第一期《池州报》刊登了“九华山风景区自1982年以来，共接待海内外观光、揽胜和考察502余万人”的新闻。同年10月1日，改用胶版印刷，不再使用铅印，使用计算机辅助排版，印刷质量大大提高。1993年，全年发行11,000份。
最初，该报只限池州地区境内发行。1993年底，开始向安徽省全境发行。
1996年12月，中国国家环保局正式批准安徽省池州地区为中国大陆第一也是唯一一个国家级生态经济示范区试点地区。为努力扩大池州对外宣传，改善招商环境，1997年初，中共池州地委、池州行署决定将《池州报》更名为《池州日报》。1997年8月7日，新闻出版署670号文件同意将《池州报》更名为《池州日报》，并改为周六刊。
1991年1月至1994年12月，《池州报》版面安排如下：一版刊登要闻；二版刊登当地经济运行情况；三版以思想理论文章为主；四版为当地文艺作品以及商业广告。

### 《池州日报》（1998–）
1998年1月1日，《池州日报》正式问世，并在周日出版《九华周刊》。1999年6月25日，报社从池阳街道长江南路35号迁往秋浦街道（今属清风街道）东湖中路315号新楼办公。
2001年1月1日，《池州日报》全面采用彩色印刷，并改为4开4款大报，在周六出版《九华周刊》。同年10月7日，开始试刊《经济周刊》，次年元旦正式发行。
2002年1月1日，正式发行《贵池新闻》——这是安徽省第一个地市级党报的县区分版。同年7月1日，开始出版电子报（即池州日报社（页面存档备份，存于）和简介（页面存档备份，存于））。
2003年，创办《教育周刊》；5月1日，和东至县委联办《东至新闻》；8月1日，和青阳县委联办《青阳新闻》；2009年1月，和石台县委联办《石台新闻》。
2009年，池州日报改为对开8版，分AB版。2011年1月1日，中共池州市委批准开办《九华晨刊》，口号为“池州第一市民报”。当年《池州日报》共发行17,200份，普及率约1份/百人，为历史最高。
2017年1月1日，在出版第1669期后，《九华晨刊》停刊。其相关人员被派遣至《池州日报》新媒体部门。
2018年1月，池州日报社在安徽省地市级党报中率先建成“中央厨房”（即融媒体调度指挥中心）。
2020年10月30日，中共池州市委常务委员委会会议作出了“整合池州日报社、池州市广播电视台，设立池州市传媒中心”的决定。2021年1月12日，中共池州市委常务委员委会会议暨中共池州市委全面深化改革委员会第九次会议审议并原则通过《池州市市级媒体融合发展改革方案》。2021年8月23日池州市传媒中心正式成立，原《池州日报》社遂并入传媒中心，迁往秋浦街道石城大道338号池州广电大厦。

## 现状
现《池州日报》为四开四版大报，星期一至星期五为主体，星期六为其周末版《九华周刊》，星期日为《财经周刊》，周三出版《教育周刊》和《贵池新闻》，周二出版《东至新闻》，周四出版《青阳新闻》、周五出版《石台新闻》。另外还存在《杏花村副刊》和《九华副刊》，刊登当地文学小品。

## 图库

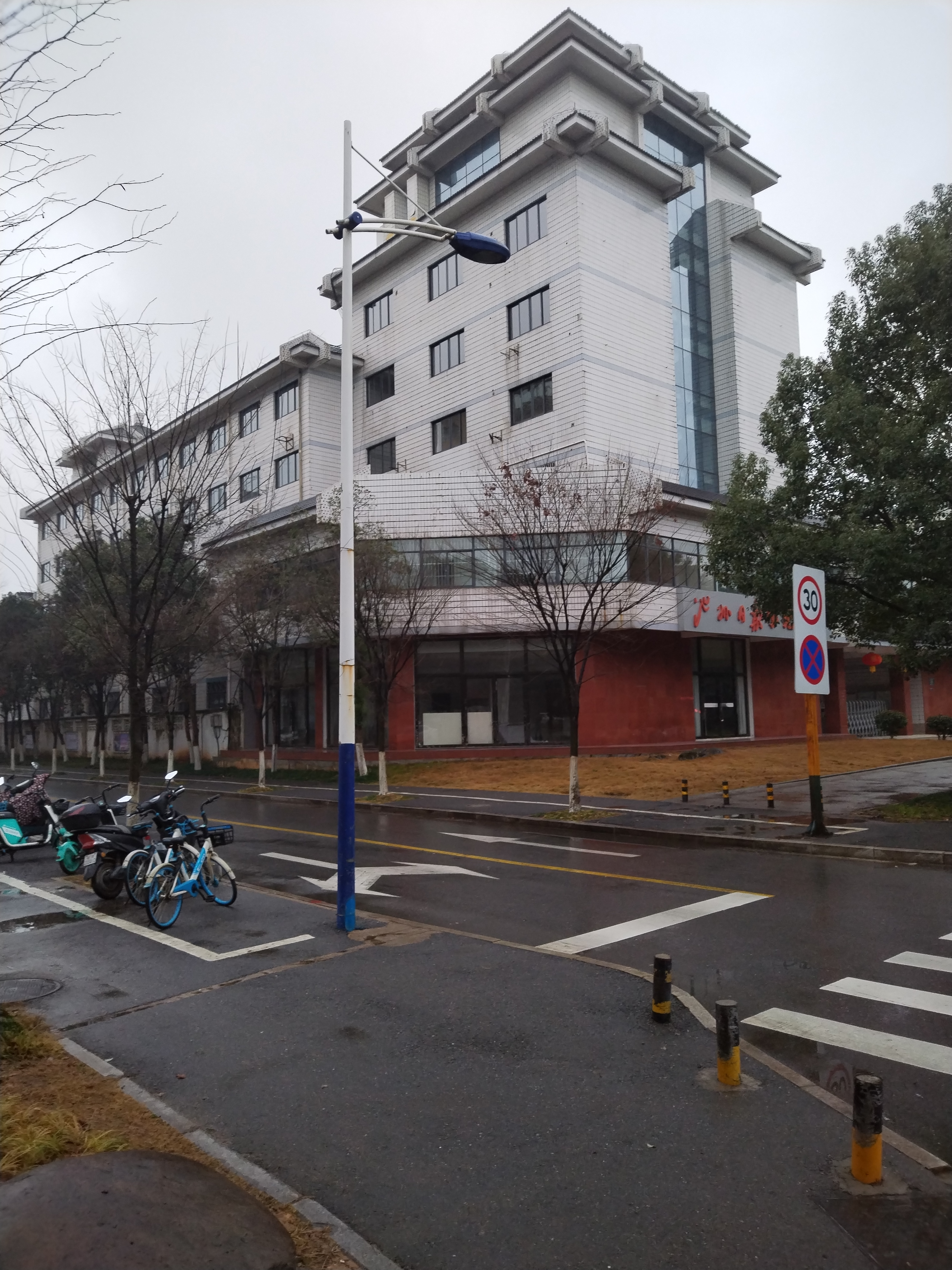
《池州日报》位于清风街道的旧报馆，启用于1999年6月25日。
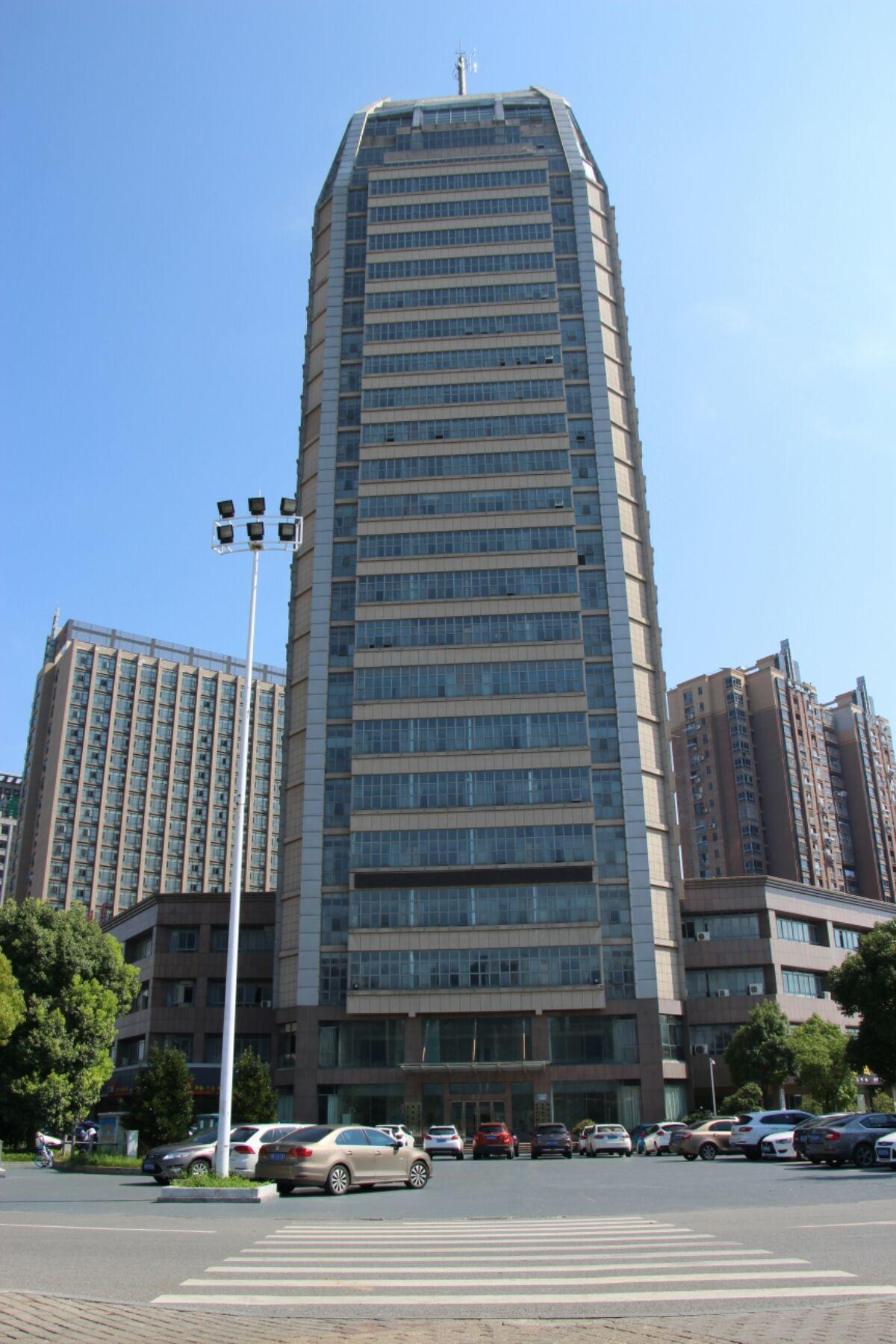
《池州日报》2021年8月迁入新报馆——池州市传媒中心。